# Ԧ
Ԧ (minuskule ԧ) je písmeno cyrilice. Je používáno v jednom ze tří zápisů tatštiny a juhurštiny. Jedná se o variantu písmena Һ. Minuskule písmena je podobná minuskuli písmena Ⱨ v latince, které bylo navrženo pro zápis ujgurštiny latinkou.